# Otto Backenköhler
Otto Backenköhler (* 1 de febrero de 1892 en Gotinga; † 5 de febrero de 1967 en Kiel) fue un oficial naval alemán que llegó a ser almirante en la Segunda Guerra Mundial y jefe del Departamento de Armamento en el Estado Mayor de la Armada.

## Vida
Backenköhler ingresó el 1 de abril de 1910 como guardiamarina en la Marina Imperial alemana, realizando su formación marinera en el crucero protegido SMS Freya, pasando a continuar su formación el 1 de abril de 1911 en la Academia Naval Mürwik de Flensburgo-Mürwik. Allí fue nombrado alférez de fragata el 15 de abril de 1911 y desde el 1 de octubre de 1912 se le destinó al navío de línea SMS Westfalen, donde el 27 de septiembre de 1913 le llegó el ascenso a Leutnant zur See (empleo entre alférez de fragata y alférez de navío).
Al estallar la Primera Guerra Mundial continuó sirviendo en el mismo buque, hasta que el 17 de enero de 1916 fue trasladado como oficial de guardia a la 9.ª Semiflotilla de Torpederos. El 22 de marzo de 1916 fue ascendido a alférez de navío. El 1 de abril de 1918, al ser trasladado a la 10.ª Semiflotilla de Torpederos, recibió su primer destino de comandante, a bordo del SMS G 8. Con la misma función se trasladó el 13 de julio de 1918 al SMS V 5. Poco antes del fin de la guerra, el 27 de octubre de 1918, fue trasladado a la 12.ª Semiflotilla de Torpederos.
Tras ser admitido en la Reichsmarine, el 1 de enero de 1921 fue ascendido a teniente de navío y destinado a la 7.ª Semiflotilla, en la que estuvo al mando sucesivamente, hasta septiembre de 1923, del buque de apoyo M 138 y los Torpederos V 2 y T 196. Entre octubre de 1923 y noviembre de 1924 fue destinado al estado mayor de la Dirección de Marina, hasta que el 10 de noviembre de 1924 se le asignó el mando de la 4.ª Semiflotilla de Torpederos. El 24 de septiembre de 1926 fue trasladado como oficial de estado mayor al Mando de la Flota. Ya como capitán de corbeta (desde el 1 de enero de 1929), Backenköhler llegó el 30 de septiembre de 1929 al estado mayor de la Estación Naval del Mar del Norte y como primer oficial de operaciones (A1) desde el 24 de septiembre de 1931 al Comando de las Fuerzas de Exploración. El 1 de octubre de 1933 fue nombrado Comandante de la Escuela de Torpederos y el 1 de septiembre de 1934 ascendido a capitán de fragata.
El 1 de octubre de 1935 se le confió el mando del crucero ligero Köln, siendo ascendido el 1 de abril de 1936 a capitán de navío. Su nuevo destino a partir del 16 de octubre de 1937 fue el de jefe del estado mayor del Comando de la Flota, pasando un año después a serlo de la Estación Naval del Báltico, donde estaba al estallar la Segunda Guerra Mundial, aunque volvió del 24 de octubre de 1939 al 31 de julio de 1940 a servir en el estado mayor del Mando de la Flota, donde fue ascendido el 1 d enero de 1940 a contraalmirante. Después fue trasladado al Departamento de Armamento dentro del Alto Estado Mayor de la Armada, donde fue ascendido a vicealmirante (1 de abril de 1942) y a almirante (1 de abril de 1943). Desde el 9 de marzo de 1943, fue jefe del Departamento, que dirigió hasta el fin de la guerra, también después de que cambiara su nombre por el de Kriegsmarine-Rüstung (Armamento de la Armada).
El 15 de julio de 1945 Backenköhler fue hecho prisionero de guerra por los británicos, que lo dejaron en libertad el 10 de diciembre de 1946.

## Condecoraciones
- Cruz de Hierro (1914) 2.ª y 1.ª Clase
- Broche de la Cruz de Hierro 2.ª y 1.ª clase
- Condecoración de Guerra de la Flota
- Cruz Alemana de plata el 7 de agosto de 1943
- Caballero de la Cruz del Mérito de Guerra con Espadas, 3 de enero de 1945